# CyberTiger
CyberTiger (también conocido como Cyber Tiger Woods Golf) es un videojuego de golf de 1999 protagonizado por Tiger Woods, para PlayStation, Nintendo 64 y Game Boy Color. Woods es el oponente principal y el jugador mejor valorado del juego.

## Jugabilidad
El objetivo principal es jugar en torneos a través de cada circuito y derrotar a Cyber Tiger y otros golfistas para ganar el campeonato como profesional en el modo carrera. Este es el primer juego que presenta a Tiger Woods como personaje en un videojuego además de Tiger Woods PGA Tour.
Los jugadores comienzan como Tiger Woods o un personaje creado en Spyglass Hill, el campo de golf destacado en el juego. Después de ganar en el modo Carrera, los jugadores pueden desbloquear los otros campos de campeonato. El modo Carrera comienza con los jugadores como niños, desde donde pueden ganar su camino hasta la edad adulta. Los jugadores comienzan en el Junior Tour como golfistas jóvenes que juegan en un torneo de una ronda. Después de eso, los jugadores compiten en tres torneos más. Ganar cualquiera de ellos les permite a los jugadores ir al Amateur Tour, donde deben ganar uno de los dos eventos para calificar para el Pro Tour. Después de eso, se otorga dinero en efectivo por ganar.
CyberTiger incluye Power-Up Balls que pueden dar a los jugadores una ventaja o rescatarlos en momentos desesperados. Las bolas incluyen "superbolas" que rebotan en cualquier terreno y globos oculares que van rectos durante su vuelo. Otras opciones incluyen SuperDrive, trucos ocultos, golfistas ocultos y power-ups. El juego también presenta Tiger Control, que permite a los jugadores darle efecto (topspin y backspin) a la bola mientras está en vuelo; control analógico de swing y bola en tiempo real; y la capacidad de hacer fade o draw. CyberTiger admite dispositivos de retroalimentación de vibración, así como control analógico. Además, se requieren dos bloques de memoria para guardar y se necesita un adaptador compatible con Multi Tap para jugar con hasta cuatro jugadores.

## Recepción
El juego recibió críticas "mixtas" en todas las plataformas según el sitio web de agregación de reseñas GameRankings.